# Liván López
Liván López Azcuy (Pinar del Río, 24 gennaio 1982) è un lottatore cubano, specializzato nella lotta libera.

## Palmarès
- Giochi olimpici

Londra 2012: bronzo nei 66 kg.
- Mondiali

Istanbul 2011: bronzo nei 66 kg.
Budapest 2013: argento nei 66 kg.
Tashkent 2014: bronzo nei 74 kg.
- Giochi panamericani

Guadalajara 2011: oro nei 66 kg.
Toronto 2015: bronzo nei 74 kg.